# Bora-Bora
Pour l’article homonyme, voir Bora-Bora (homonymie).
Ne doit pas être confondu avec Tora Bora.
Bora-Bora (en tahitien : Pōpora « première née ») est une des îles Sous-le-Vent de l'archipel de la Société en Polynésie française. Elle est située à 255 km à l'ouest-nord-ouest de la capitale Papeete. On appelle aussi l'île Mai te pora (« créée par les dieux »).
Surnommée « la perle du Pacifique », elle est l'une des îles les plus visitées de Polynésie française. Elle abrite l'aéroport de Bora-Bora.

## Géographie

### Points de repères

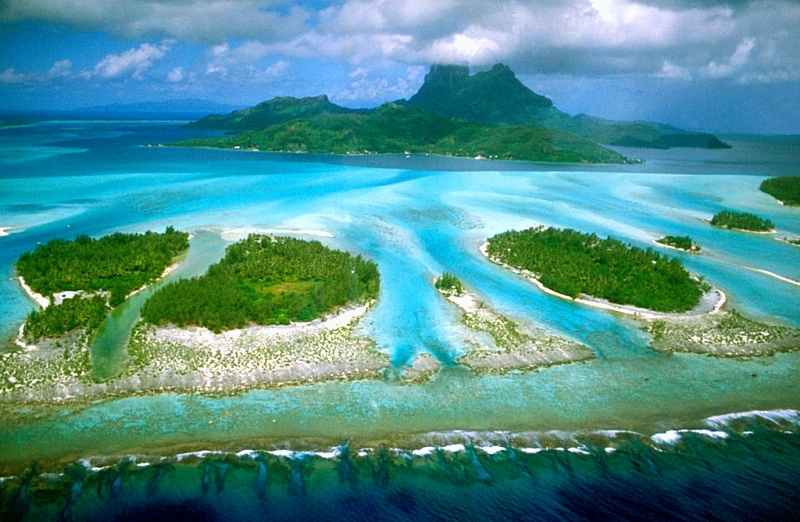
Vue aérienne prise près de l'aéroport situé au Nord-Ouest de l'île.

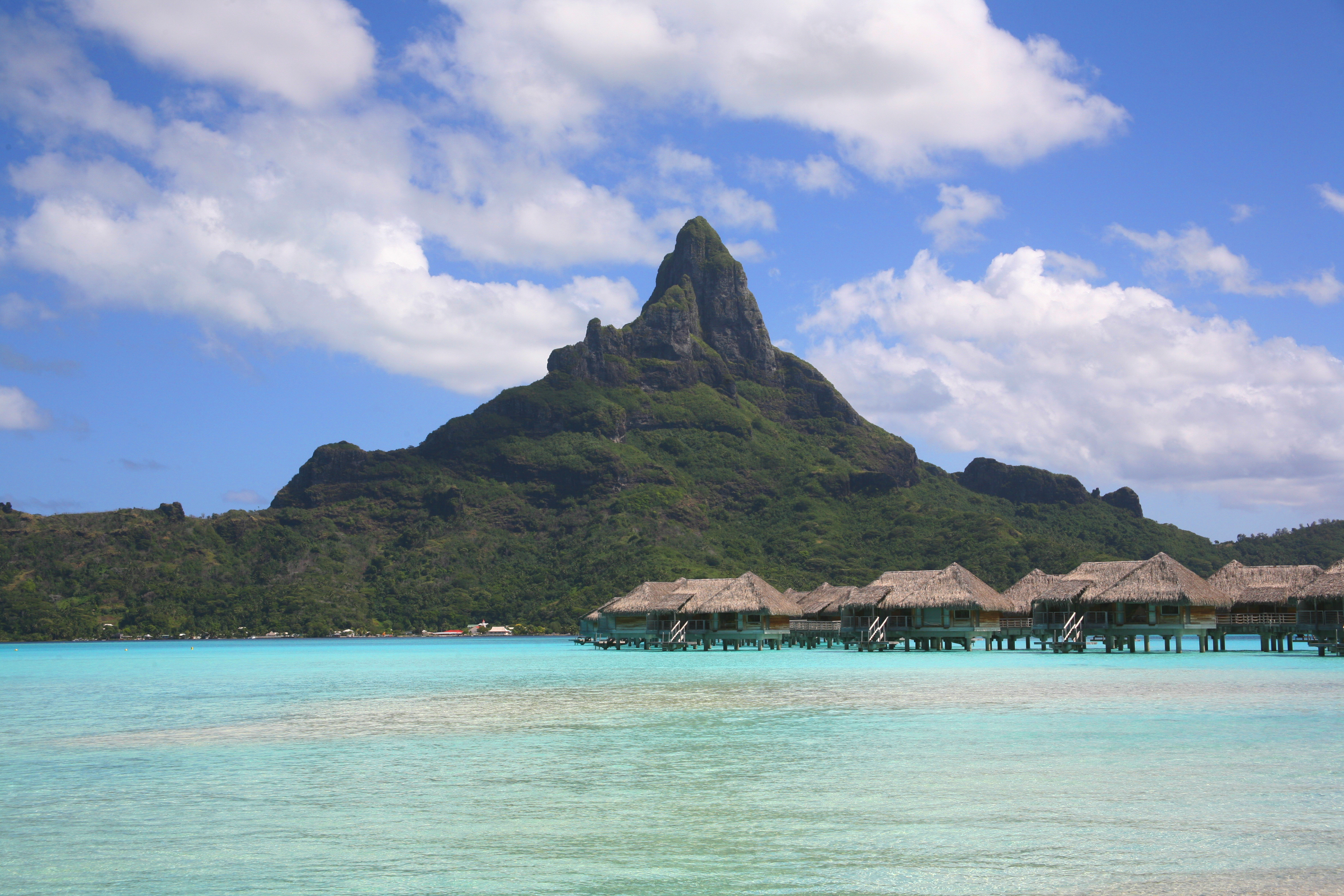
Lagon de Bora-Bora.

Bora-Bora se situe à 20,4 km à l'ouest-nord-ouest de Taha'a et à 51 km à l'est de Maupiti. À une distance de 252 km vers l'est-sud-est se trouvent les rivages de Tahiti. Cette île de l'archipel de la Société a des dimensions assez réduites : l'île principale ne mesure que 8 km du nord au sud et 5 km d'est en ouest ; la superficie totale de Bora-Bora, îlots compris, étant inférieure à 40 km².
Le chef-lieu de l'île est Vaitape. L'atoll de Tupai est une dépendance administrative de Bora-Bora.
Bora-Bora est formé d'un volcan éteint, entouré par un lagon et une frange de récif partiellement exondé, ce qui fait de l'île un atoll surélevé. Son point culminant est le mont ʻOtemanu (727 m) situé au centre de l'atoll ; un autre sommet, le mont Pāhia, lui aussi situé sur l'île principale, atteint 661 m.
L'île principale est creusée de trois baies ouvertes sur le lagon : la baie de Faʻanui et la baie de Tuʻuraʻapuo ou baie Pōvai à l'ouest, et la baie Hitiaʻa au nord-ouest. La baie de Tuʻuraʻapuo sépare l'île principale de deux îlots de nature volcanique : Toʻopua et Toʻopua-iti.
Un collier de corail protège Bora-Bora comme une digue. Il s'agit d'un récif-barrière, qui ne présente qu'une ouverture sur l'océan : la passe de Teavanui, située à l'ouest de l'île principale, qui permet à la plupart des gros cargos d'entrer dans le lagon. Ils doivent, toutefois, rester dans un chenal car ailleurs l'eau est peu profonde. Le récif-barrière est par endroits très large, il dépasse deux kilomètres de longueur au sud-ouest de l'île. À l'est et au nord de l'île, le récif supporte une série d'îlots constitués de débris coralliens et de sable (ce genre d'îlot est appelé motu). C'est sur un motu situé au nord, le Motu Mute, qu'a été construit l'aéroport de Bora-Bora.

### Climat
Bora-Bora jouit d'un climat chaud tout au long de l'année avec des températures moyennes se situant entre 22 °C et 30 °C, et la température de l'eau semble être dans les mêmes amplitudes thermiques.
La saison des pluies se situe entre novembre et avril avec une atmosphère lourde et quelques orages parfois violents qui donnent de fortes pluies. Ces pluies peuvent durer parfois plusieurs jours mais cela n'empêche pas de nombreux jours de soleil en cette pleine saison humide. Le taux d'humidité est souvent compris entre 75 % et 90 %, et atteint parfois 100 %.
La saison sèche se situe entre avril et octobre avec un temps chaud et assez sec mais les alizés soufflent parfois fort. Les jours restent ensoleillés mais même si la saison sèche est présente, cela n'empêche pas l'apparition de quelques averses ou même orages en soirée.
En période de saison sèche, le taux d'humidité moyen reste entre 45 et 60 %, mais il arrive que ce taux s'élève spontanément pour atteindre 80 %, surtout en soirée lorsque la chaleur du sol reste élevée et dépasse un certain seuil. On retrouvera ces orages de « saison sèche » en soirée.
Bora-Bora ne compte que quelques jours d'orage par an, plus de 4 mois de pluies par an, et 56 jours de vents secs.

### Origine géologique
Bora-Bora fait partie d'un ensemble d'îles volcaniques liées à l'activité d'un point chaud. Il s'agit ici d'un volcan éteint, qui fut actif au Pliocène supérieur (entre 3,45 et 3,10 millions d'années), puis qui a subi un affaissement au moins partiel et une forte érosion sous un climat tropical chaud et humide. La baie de Tuʻuraʻapuo fut le cratère principal du volcan, dont la bordure sud-ouest, affaissée, ne subsiste plus qu'au niveau des îlots Toʻopua et Toʻopua-iti, qui culminent respectivement à 148 m et 17 m. Les roches volcaniques sont de type basaltiques (essentiellement des basaltes alcalins et quelques trachy-basaltes, ainsi que quelques intrusions de gabbro, surtout au niveau de l'îlot Toʻopua). Elles proviennent très majoritairement de coulées, les épisodes explosifs ayant été très rares,.

## Histoire
L'île portait autrefois le nom de Vavau. Elle fut découverte par des navigateurs Austronésiens au cours du premier millénaire après J.C. La première mention de l’île en Europe vient du navigateur Jakob Roggeveen en 1722 ; Cook y débarqua en 1769 et a rapporté qu'elle était nommée Bora-Bora (en fait Pora Pora), nom qui signifie peut-être « né en premier », allusion au fait que le dieu Taʻaroa l'aurait créée immédiatement après Raʻiātea.
L'histoire de Bora-Bora est marquée par les guerres entre les différents clans de l'île ou contre les îles voisines. En 1820, les missionnaires protestants débarquent sur l'île et le premier temple est ouvert en 1822. C'est en 1888 que Bora-Bora et toutes îles Sous-le-Vent furent annexées par la France.
Autre fait important de l'histoire contemporaine de Bora-Bora, la présence entre 1942 et 1946 des troupes américaines dans le cadre de l'opération Bobcat a laissé sur l'île de nombreux vestiges comme des batteries anti-aérienne, des blockhaus, mais surtout la piste d'atterrissage qui fut la toute première de Polynésie et fut restée longtemps la plus longue.

### Mythe
Selon les traditions orales, la création de Bora-Bora, alors nommée Vavau, est liée à une grande pierre taillée en forme de tortue, nommée ʻŌfaʻi-Honu, et encore visible aujourd’hui sur l’île. Selon les légendes recueillies par Kenneth Emory, cette pierre tortue serait l’ancêtre mythique de l’île et de ses chefs.
Toujours selon l'histoire orale, le premier grand guerrier connu de Bora-Bora est Firiamata-o-Vavau. Ce serait à sa naissance qu’aurait été construit le célèbre marae de Vaiotaha. Firiamata-o-Vavau épousa la princesse héritière de Havaiʻi (Raʻiātea), Tetuamatatini ʻi Vaearaʻi. Ainsi, dès les origines, les deux dynasties de Raʻiāea et de Bora-Bora s'unirent par les liens du mariage ; elles devaient continuer à régner sur ces îles et plus tard sur Tahiti. Grand navigateur, Firiamata-ʻo-Vavau s'allia également avec d'autres îles polynésiennes : Rarotonga aux îles Cook, la Nouvelle-Zélande et Nukualofa aux îles Tonga. Par ailleurs, Firiamata-ʻo-Vavau serait également l'ancêtre du puissant clan Teva à Tahiti, puisque la famille Teva aurait été créée par l'union d'un fils de Firiamata-ʻo-Vavau et d'une femme de Papeari.

### Bora-Bora aux temps anciens: puissance religieuse et guerrière

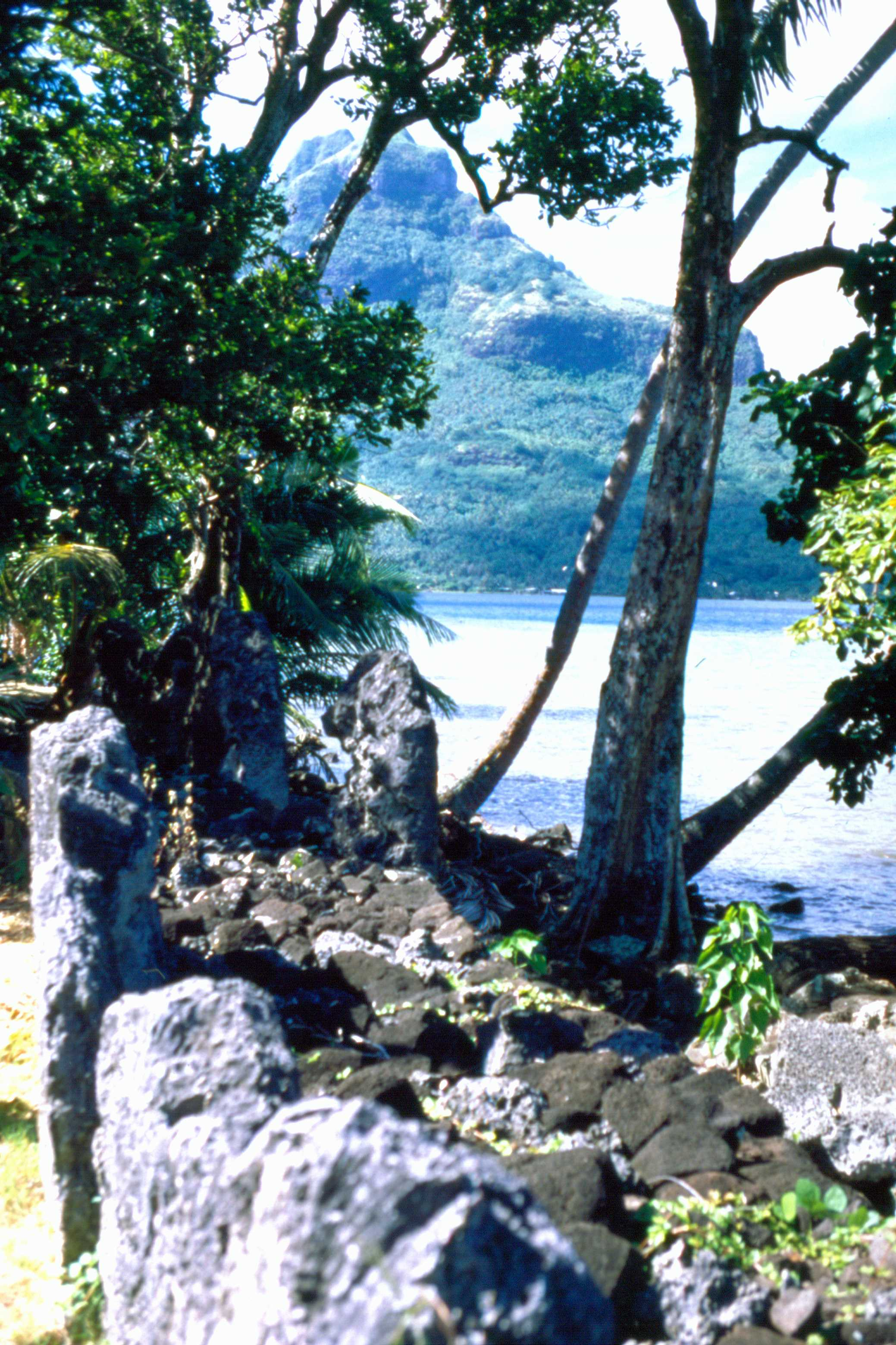
Vestiges d'un marae de Bora-Bora.

L’histoire de Bora-Bora est marquée par la rivalité de deux clans, le premier situé vers Faanui, qui regroupe les familles rattachées au marae Farerua, et le second qui regroupe les familles de Nunue et Anau autour du marae Vaiotaha,. Le marae de Vaiotaha fut d’ailleurs pendant longtemps l’un des plus importants marae polynésiens.
À ce titre, Bora-Bora est d’ailleurs également marquée par la rivalité avec Raiatea pour l’obtention du pouvoir religieux. Jusqu’à une certaine époque, on distingue un certain parallélisme des institutions entre Bora-Bora et Raʻiātea, qui laisse à penser que les deux îles exercent conjointement le pouvoir religieux et politique sur les autres îles Sous-le-Vent. Cependant, c’est Raʻiātea qui finit par devenir le centre du pouvoir religieux, au détriment de Bora-Bora. Mais l’île de Bora-Bora conserve un pouvoir guerrier particulièrement puissant, qui s’exprime à la fois dans des guerres intestines et dans des guerres avec les îles rivales.
Au XVIIIe siècle émerge un grand chef, Puni (Teihotu Matarua), qui réussit à dominer les autres clans de l’île. Il s’allie ensuite à (Taha'a) et parvient à dominer Raiatea, Tahaa et Maupiti. En 1769, lorsque James Cook débarque à Tahaa et Raʻiātea, les îles sont déjà sous la domination de Puni. À la mort de Puni, son neveu, Tapoa I, chef suprême de Bora-Bora, Raʻiātea et Tahaa, s’installe à Raʻiātea, laissant ainsi le pouvoir local aux chefs Mai et Tefaʻaora, originaires de Nunue et Anau, et rattachés au Marae de Vaiotaha.
La première mention attestée de l’île est faite par l'explorateur néerlandais Jakob Roggeveen en 1722. James Cook la signale en 1769 et y débarque en 1777.

### Indépendance au milieu des appétits coloniaux franco-britanniques

Drapeau du royaume de Bora-Bora.

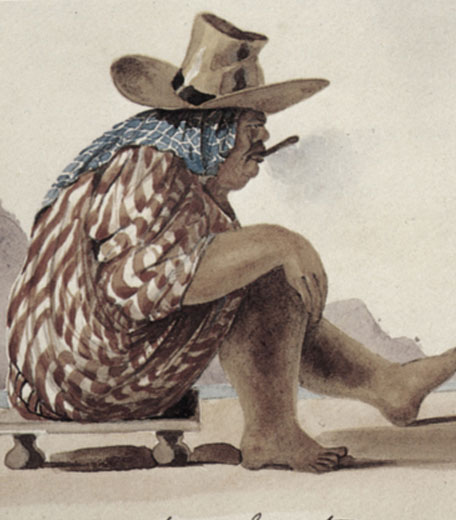
Tapoa II, roi de Bora-Bora. Dessin de H. B. Martin.

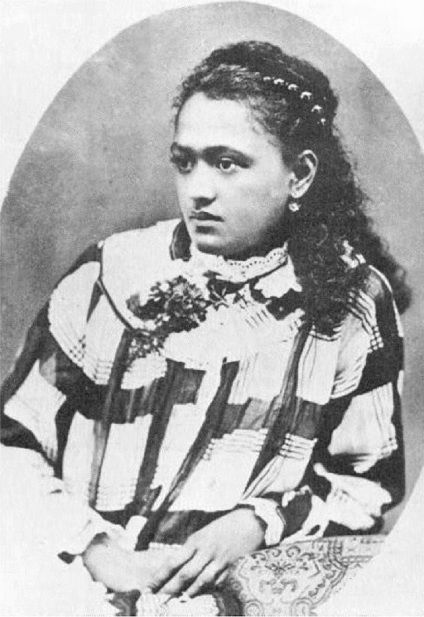
Teriimaevarua III, la dernière reine du royaume de Bora Bora.

Tandis qu'à Tahiti, la fin du XVIIIe siècle et le début du XIXe sont marqués par les visées missionnaires et coloniales de la France et de l'Angleterre, Bora-Bora restera pendant longtemps relativement préservée des luttes de pouvoir des deux puissances européennes. Leur influence se fait cependant sentir, notamment au travers de l'évangélisation de l'île.
Dans les années 1810, le chef Mai et 262 guerriers se joignent à Pomare II dans sa lutte contre le clan Teva. En 1815, la bataille de Feʻi Pi à Punaauia (sur l'île de Tahiti) marque la victoire du parti protestant (Pomare II s’étant converti en 1812) contre le parti traditionaliste. Le christianisme devient ainsi la religion des vainqueurs, et à leur retour à Bora-Bora en 1816, les guerriers partagent leur connaissance de cette nouvelle religion avec le reste de la population. Le succès est tel qu’en 1818, les habitants réclament aux missionnaires de Moorea et de Huahine des livres et des pasteurs pour l’île. Le révérend Orsmond y vient pour la première fois la même année, et s’installe à  Bora-Bora en 1820.
Le 12 mai 1820, Tamatoa III, chef de Raʻiātea, met en place un code d’obédience missionnaire composé de 25 articles qui s’inspirent du code de Tahiti (le code Pomare) et prévoient les modes d’applications de la justice. La même année, le chef Maʻi introduit ce code des lois à Bora-Bora et l’étend à Maupiti. En 1822, l’église de Bora-Bora est inaugurée à Vaitape, sur le district de Nunue.
À la fin des années 1820, une grande partie de la population de Bora-Bora adhère au mouvement Mamaia. Ce mouvement millénariste, né sur l’île de Raʻiātea, fusionne les anciennes croyances et la nouvelle religion et remet en cause l’autorité des missionnaires. Lorsqu’en 1826, les principaux dirigeants de ce mouvement sont bannis de Raʻiātea, l’hérésie se propage dans toutes les îles Sous-le-Vent, dont Bora-Bora. La secte Mamaia gagne une telle influence sur Tahaa et Bora-Bora qu'en 1830 les deux îles s’allient pour s’engager dans une guerre contre Raʻiātea et Huahine, restées fidèles aux missionnaires. Tapoa II, chef de file de l’alliance et grand chef de Tahaa est cependant vaincu, et son épouse, Pomare IV, reine de Tahiti, se sépare de lui en 1831. Il s’installe alors à Bora-Bora comme grand chef de l’île, à la demande des clans Mai et Tafaʻaora. Tapoa II reste cependant en bon termes avec Pomare IV, son ex-épouse, et en 1841, il adopte l'une de ses filles, Teriʻimaevarua, qu'il désigne comme héritière.
Lorsqu’en 1842, le royaume de Tahiti est placé sous le protectorat de la France, Bora-Bora n’est pas concernée, et l’île ne subit pas non plus les troubles qui suivront. Cependant, Bora-Bora profite des retombées de l’affaire Pritchard, puisque, pour mettre fin à la querelle franco-britannique, Louis Philippe ratifie la convention de Jarnac du 19 juin 1847, qui reconnait l’indépendance des îles Sous-le-Vent, dont Bora-Bora. Les deux grandes puissances coloniales s’engagent à ne pas prendre possession de ces îles, ni même à les placer sous protectorat. C’est donc sur une île indépendante que Tapoa II règne jusqu’à sa mort en 1860.
Le 30 juillet 1860, sa fille adoptive Teriimaevarua I, est couronnée reine de Bora-Bora par le révérend Platt. Elle règne sur l’île jusqu’en  1873. Teriʻimaevarua n’ayant pas d’enfant, la couronne passe ensuite à sa nièce, Teriimaevarua II, fille de Tamatoa V, roi de Raʻiātea et petite-fille de Pōmare IV. Le 9 janvier 1884, elle épouse le prince Hinoi, également petit-fils de Pōmare IV.

### Fin de l'indépendance
Sous le règne de Teriʻimaevarua II, la situation internationale se modifie. En effet, la convention de Jarnac, garantissant l’indépendance des îles Sous-le-Vent, n’engage que ses deux signataires, la France et la Grande-Bretagne. Or, à partir de 1878, l’Allemagne semble s’intéresser de près aux îles Sous-le-Vent. En 1879, les Allemands tentent de nouer des alliances avec Raʻiātea et Bora-Bora. Les deux îles refusent, et Teriʻimaevarua II informe le gouvernement français de la tentative allemande. Pour la France, il devient urgent d’abroger la convention de Jarnac, afin d’empêcher l’installation d’une puissance rivale aux portes de sa colonie, d’autant qu’avec l’ouverture attendue du canal de Panama, la position des îles de la Société deviendrait stratégique.
Pour faire face aux tentatives allemandes, Raiatea et Tahaa sollicitent d’ailleurs la protection de la France en 1880. Entre 1880 et 1887, ces deux îles sont placées sous le protectorat provisoire de la France. En premier lieu, les chefs et la reine de Bora-Bora se déclarent quant à eux prêts à accepter le protectorat français, sous réserve d’un accord britannique, puis se montrent ensuite hostiles à une remise en cause de leur indépendance par la France. Pendant ce temps, la France et l'Angleterre négocient l'abrogation de la convention de Jarnac. C'est chose faite en octobre 1887, et avec l'annexion des Îles Sous-le-Vent par la France, le 19 mars 1898, Bora-Bora devient un territoire français. Il faut cependant souligner que contrairement aux habitants de l'ancien royaume de Tahiti, les habitants de Bora-Bora ne se voient pas octroyer la citoyenneté française. Comme les autres habitants des Îles Sous-le-Vent, ils ont le statut de sujets français, soumis au régime de l'indigénat.

### De 1942 à nos jours: l'île s'ouvre au monde

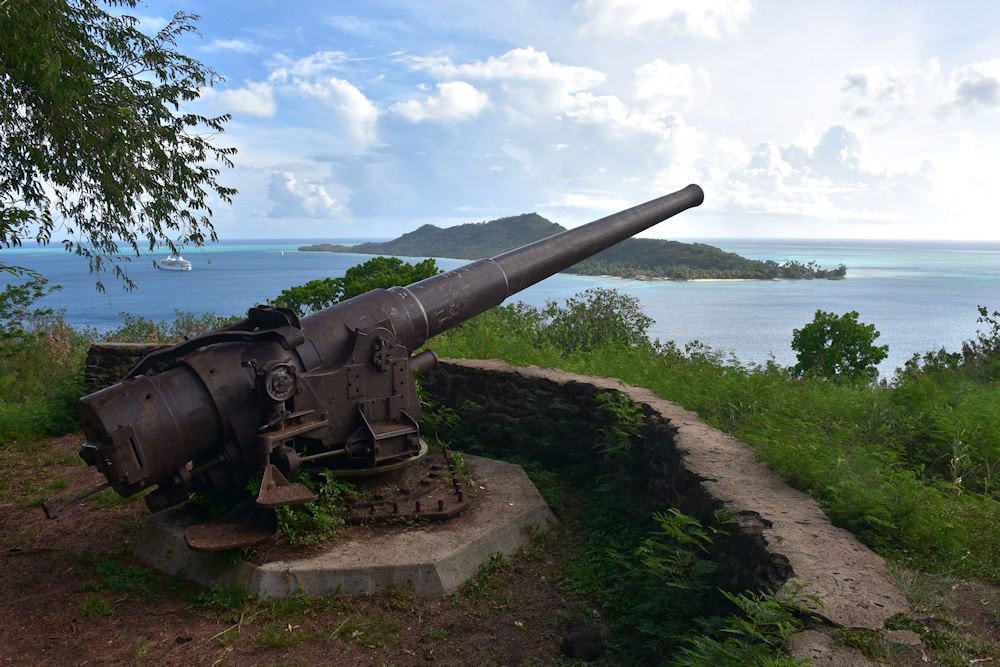
Canon américain à Bora Bora.

Pendant la Seconde Guerre mondiale, l'armée américaine installe une base militaire sur l'île. À partir de 1942, près de 5 000 hommes prennent leur poste sur l'île. Pendant cette période, les Américains aménagent l'île : élargissement de la passe de Tevanui, construction d'une piste d’atterrissage sur le Motu Mute, modernisation du réseau routier, aménagement des quais de Vaitape, création d'une usine électrique. Les Américains resteront jusqu'en 1946. Quelques vestiges de l'epoque sont encore présents: Canon, l'ancien cinema des GI's ( Magasin SECRETS de vaitape)  300 enfants seraient nés de relations entre des GI et des femmes de Bora-Bora.
Avec l'ordonnance du 24 mars 1945, les habitants de Bora-Bora obtiennent la citoyenneté française.
À partir de 1958, la piste d'aéroport construite par les Américains permet l'ouverture d'une liaison Paris-Tahiti -Bora-Bora. Cette nouvelle liaison aérienne marque l'arrivée des premiers touristes sur l'île. Mais c'est l'ouverture en 1961 de l'aéroport international de Tahiti-Faaa, sur l'île de Tahiti, qui va vraiment permettre l'essor du tourisme à Bora-Bora. Le premier hôtel ouvre la même année, dans le sud de l'île.
Le 17 mai 1972, Bora-Bora accède au statut de commune. Cette nouvelle existence juridique et administrative est une étape essentielle pour le développement de l’île.

## Administration
Bora-Bora est également une commune, qui comprend l'île de Bora-Bora elle-même, et un atoll inhabité, Tupai.
Elle est composée de 3 communes associées : Nunue, Faanui (auquel est rattaché Tupai) et Anau.
Son chef-lieu est Vaitape, dans la commune associée de Nunue.
Le maire de Bora-Bora est Gaston Tong Sang depuis le 9 juillet 1989.

## Politique et administration
| Période | Période  | Identité         | Étiquette                                                                                       | Qualité |
| ------- | -------- | ---------------- | ----------------------------------------------------------------------------------------------- | --- |
| 1989    | En cours | Gaston Tong Sang | Tahoeraa huiraatira puis O Porinetia To Tatou Ai'a puis A Ti'a Porinetia puis Tapura Huiraatira | Président de la Polynésie française (2006-2007, 2008-2009, 2009-2011) Président de l'Assemblée de la Polynésie française depuis 2018 |

## Tourisme
Chaque année, Bora-Bora voit débarquer quelque 175 000 touristes. Une pression que l'île semble maîtriser puisqu'en novembre 2007, à Paris, elle reçut une Marianne d'Or récompensant son action dans la protection de l'environnement. Bora-Bora est récompensée en 2012-2013 par le pavillon bleu d'Europe pour la cinquième année consécutive grâce à ses efforts en matière de gestion de l'eau (dessalement de l'eau, assainissement collectif des eaux usées des hôtels et des particuliers) et de préservation de l'environnement.

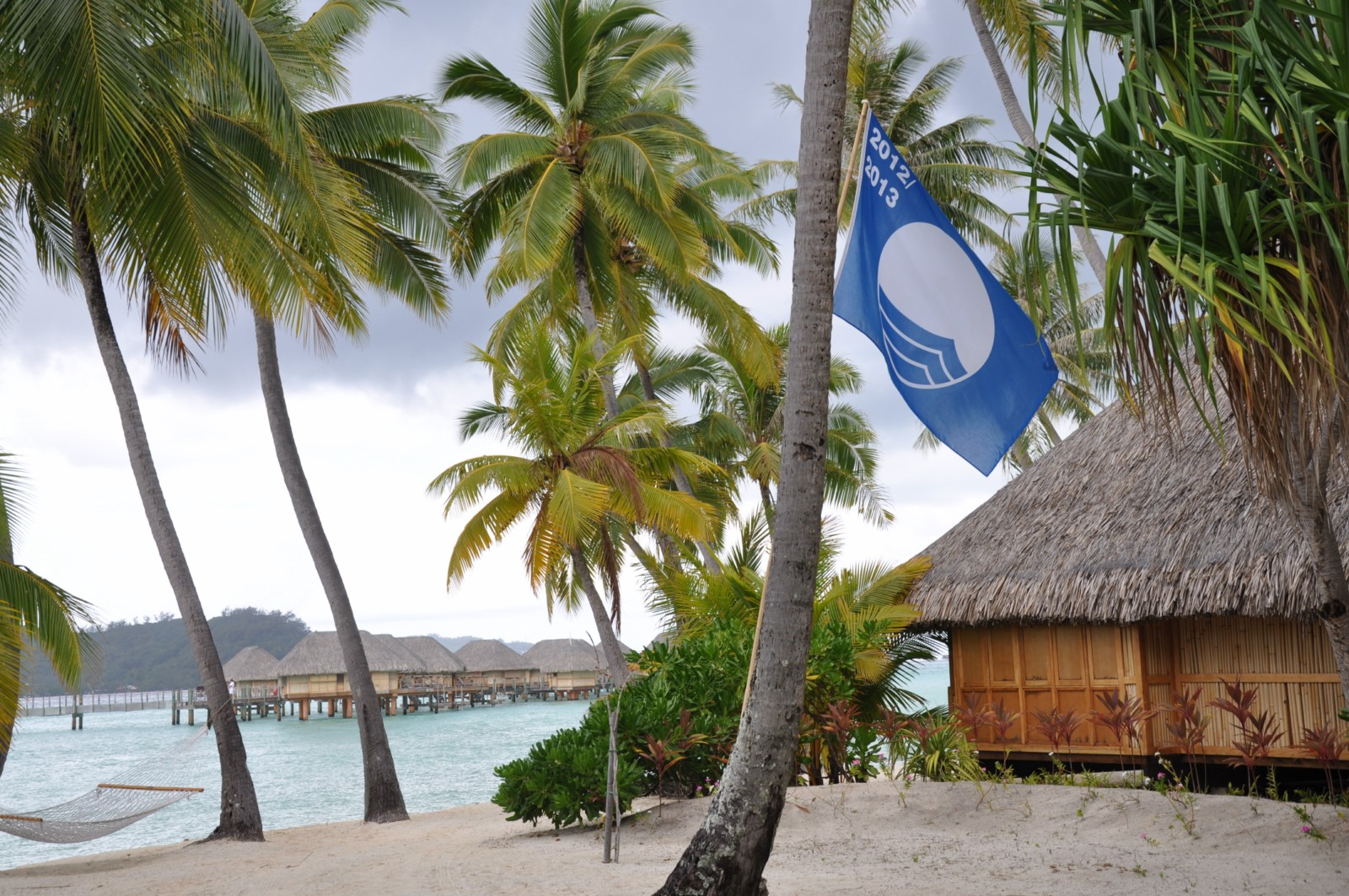
Pavillon bleu 2012-2013 à Bora-Bora.

Surnommée « la perle du Pacifique », elle est l'une des îles les plus visitées de Polynésie française.
Un centre d'observation de la vie marine orienté sur les tortues a été créé en 2011.

## Boisson
L'île a prêté son nom à un cocktail exotique : à base de jus d'ananas, de jus de fruit de la passion, de jus de citron et de sirop de grenadine, le Bora-Bora peut être élaboré sans alcool ou avec du rhum ou de la vodka. Il a été créé à New York dans les années 1980.

## Personnalités liées à l'île
- Le navigateur Alain Gerbault, qui toucha cette île pour la première fois en 1924, y fait souvent escale. En 1947, ses cendres y ont été transférées par la Marine nationale, selon son vœu.
- En 1931, le réalisateur Friedrich Wilhelm Murnau y tourne son dernier film : Tabou qui révéla au grand public européen les traditions polynésiennes.
- À partir de 1976, l'explorateur Paul-Émile Victor y réside sur un motu. Il s'y éteint le 7 mars 1995.
- Xavier Delarue et sa femme ont visité l'île durant leur aventure lors de la quatrième saison de L'Île des vérités en 2014.
- De nombreuses célébrités sont passées par l'île, le restaurant Bloody Mary's a inscrit leur nom sur les panneaux de bois de sa façade.

## Galerie photos

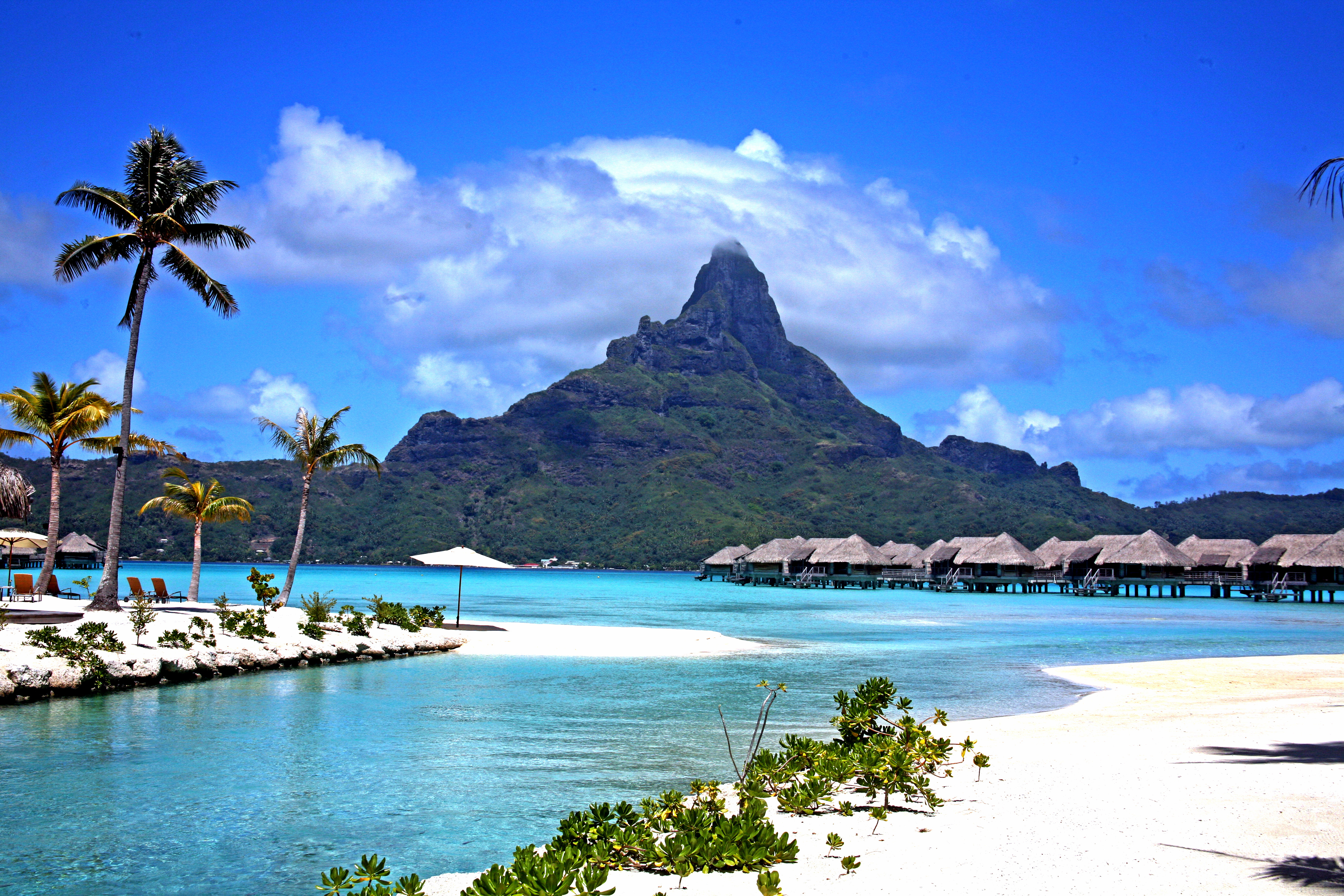
Le mont Otemanu.
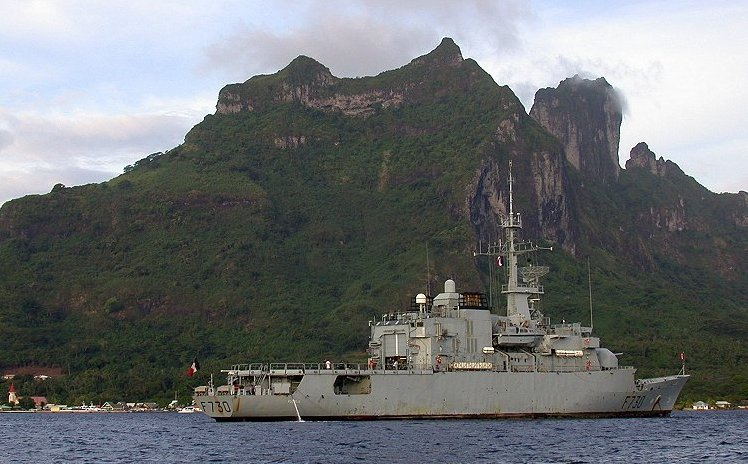
La frégate Floréal au mouillage dans le lagon.
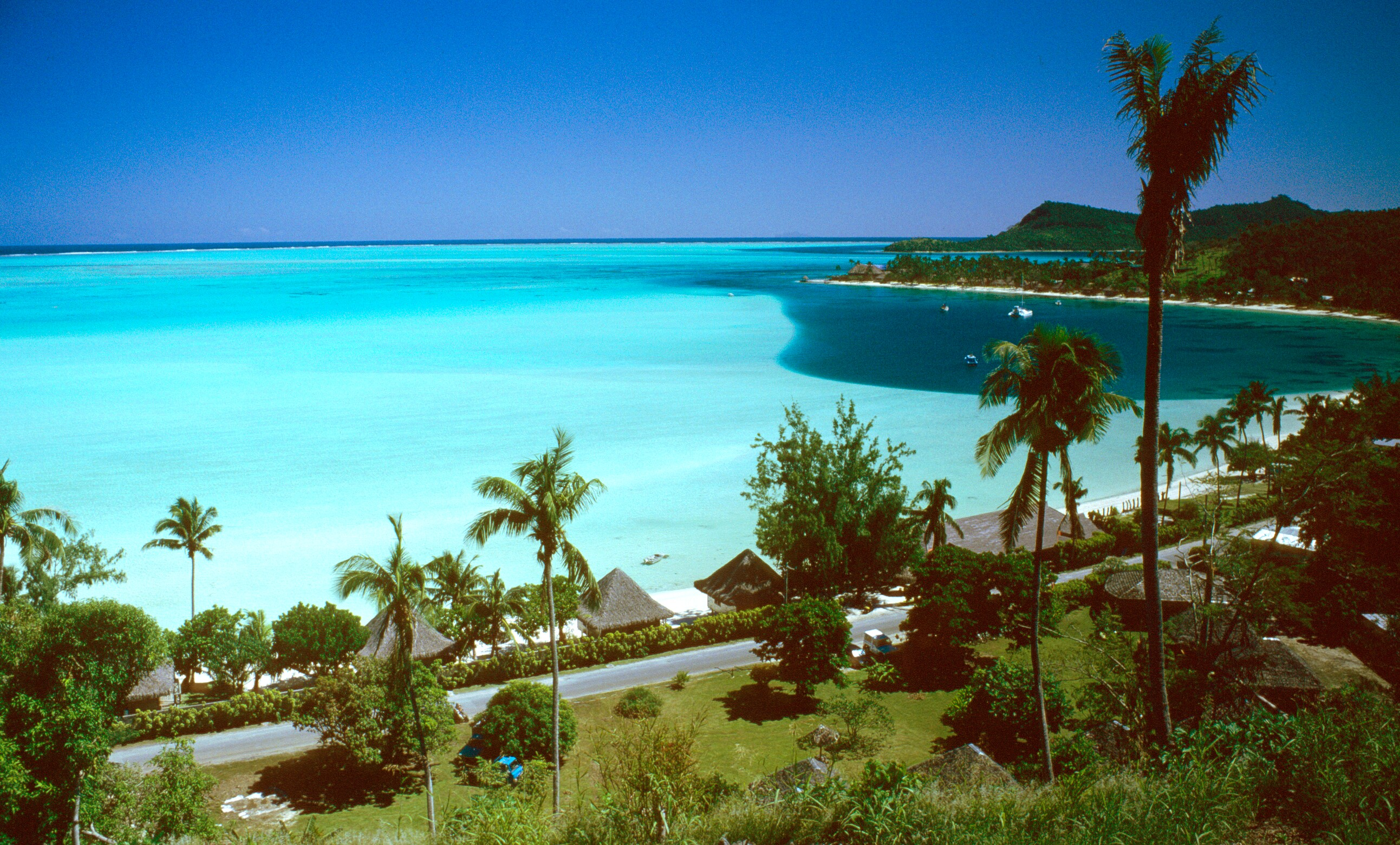
La plage de Matira.
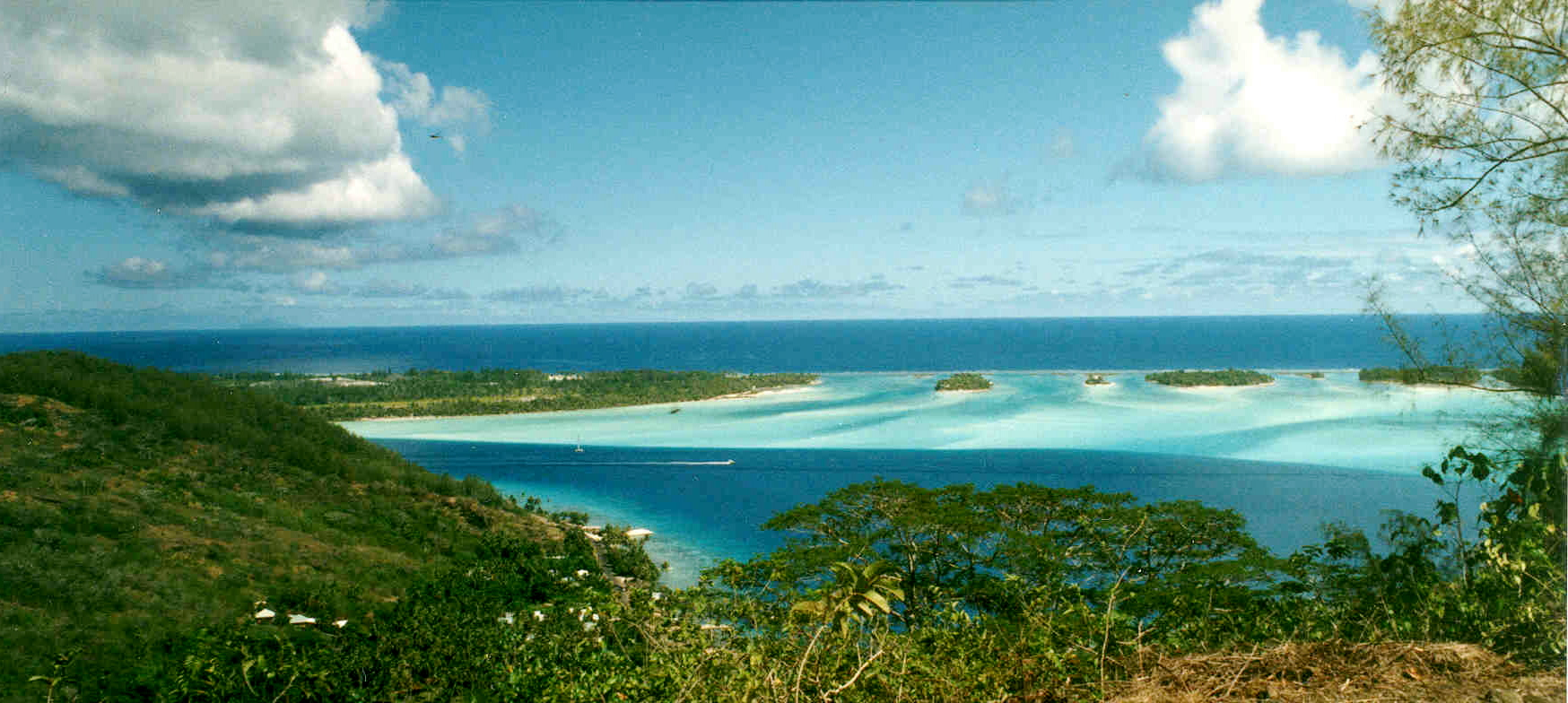
Lagon.
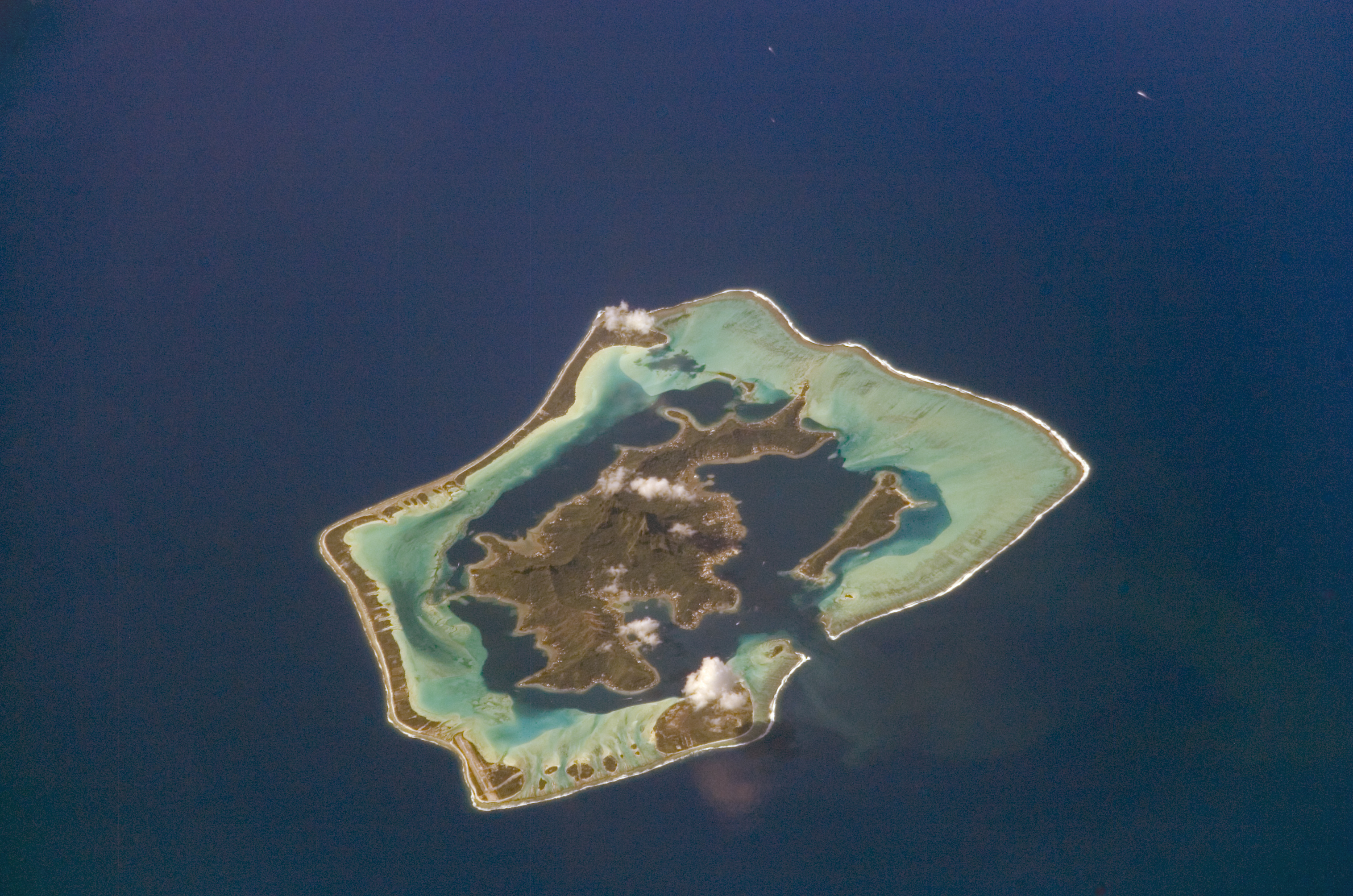
Image satellite de Bora-Bora.
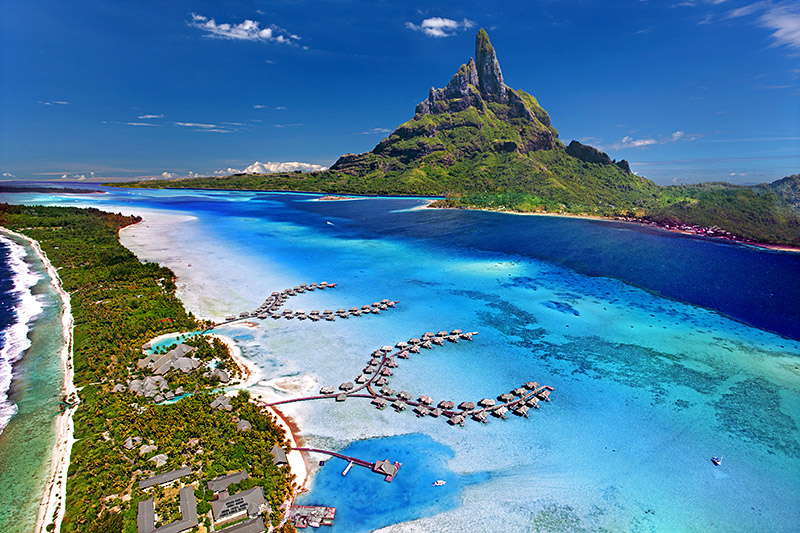
Hôtel dans le lagon.
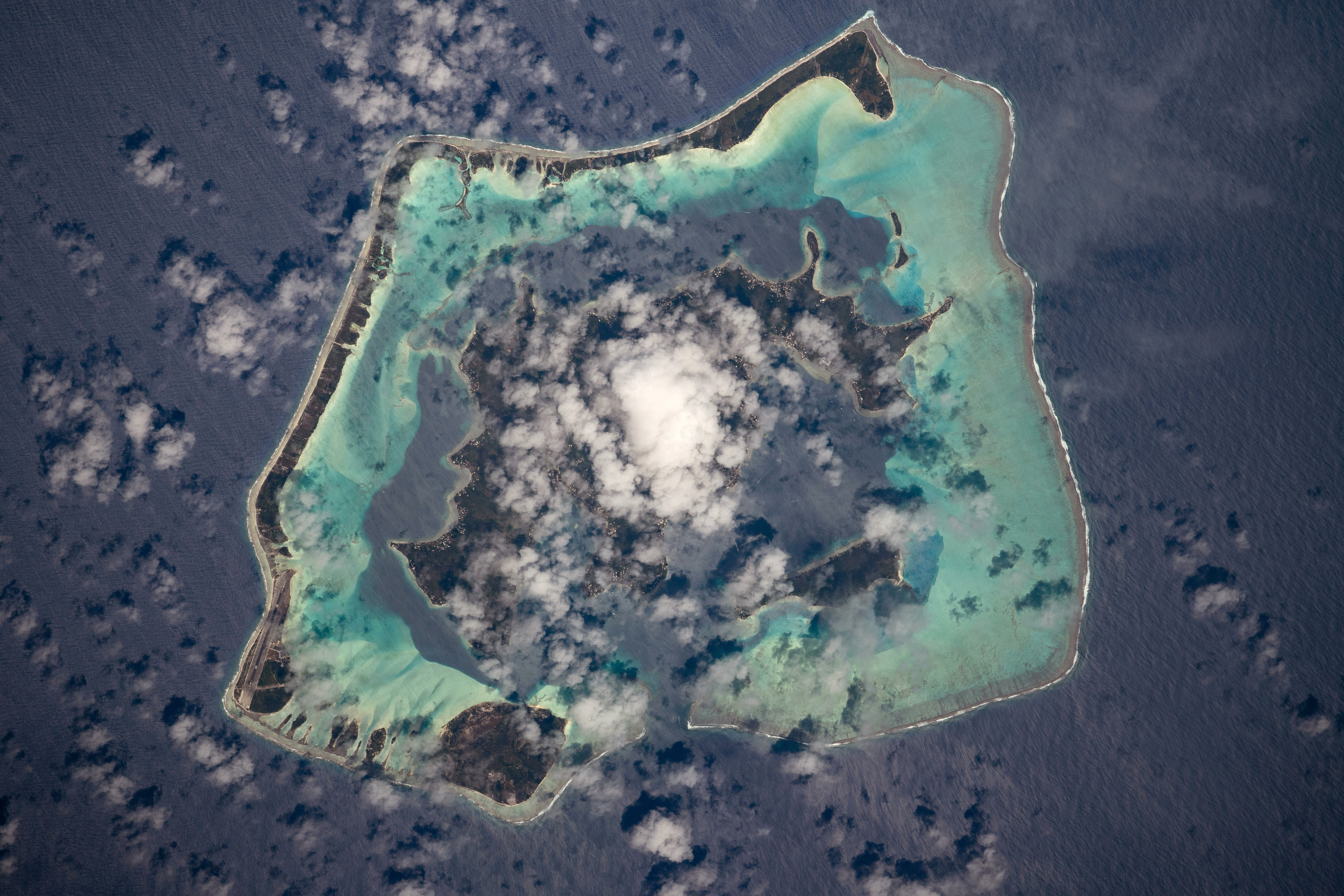
Vue de Bora-Bora depuis l'ISS en 2019.